# Vanité (Titien)
Pour les articles homonymes, voir Vanité (homonymie).
Vanité est une peinture à l'huile du peintre italien de la Haute Renaissance Titien, datée de 1515 et se trouvant actuellement dans le musée de l'Alte Pinakothek de Munich, en Allemagne.

## Histoire
L'œuvre se trouvait peut-être dans la galerie de l'empereur Rodolphe II à Prague, avant de devenir une partie de la collection des Électeurs de Bavière. Le tableau fait partie du musée de Munich depuis 1884. La première mention datait l'œuvre de 1748, attribuée à Francesco Salviati. Elle fut plus tard attribuée successivement à Palma le Vieux, Giorgione, il Pordenone et enfin Titien.
Des analyses radio ont révélé la présence d'ajouts de l'atelier (en particulier pour le miroir) au-dessus d'un original, probablement par Titien, basée sur la Femme au Miroir.

## Description
La peinture dépeint une vision idéalisée de belle femme, un modèle établi dans l'école Vénitienne par le maître du Titien, Giorgione avec sa Laura. Elle porte un miroir ovale avec cadre, qui reflète des bijoux et une femme de ménage en train de chercher quelque chose dans un tiroir.
La femme a été peinte par Titien dans de nombreuses autres œuvres de cette période, telles la Femme au Miroir, la Salomé et la Flora, ainsi que dans quelques Saintes Conversations.